# مجموعة منتهية
في الرياضيات، تكون مجموعة ما مجموعة منتهية إذا وجدت علاقة تقابل بين المجموعة ومجموعة أخرى لها الشكل {1, 2, ..., n} حيث n هو عدد طبيعي. على سبيل المثال، المجموعة
{\displaystyle \{2,4,6,8,10\}\,\!}
هي مجموعة منتهية عدد عناصرها خمسة. يسمح بأن تكون قيمة n = 0 وذلك لأن المجموعة الخالية هي مجموعة منتهية.

## التعريف والمصطلحات المستعملة
يُقال عن مجموعة ما S، أنها منتهية إذا وُجد تقابل
{\displaystyle f\colon S\rightarrow \{1,\ldots ,n\}}
حيث n عدد طبيعي معلوم ما. إذا كانت مجموعة ما منتهية، فقد يكتب عناصرها كمتتالية كما يلي:
{\displaystyle S=\{x_{1},x_{2},\ldots ,x_{n}\}.}